# Moritz Malcharek
Moritz Malcharek, né le 29 juillet 1997 à Berlin, est un coureur cycliste allemand. Il participe à des compétitions sur route et sur piste.

## Palmarès sur route
- 2014
  - 3ea étape du Sint-Martinusprijs Kontich (contre-la-montre par équipes)
- 2016
  - 5e étape du Tour de l'Oder
- 2017
  - 3e du championnat d'Allemagne du contre-la-montre par équipes
- 2019
  - 1re, 9e et 11e étapes du Tour of America's Dairyland
  - 3e du Tour of America's Dairyland

## Palmarès sur piste

### Championnats du monde
- Pruszków 2019
  - 16e de l'omnium

### Coupe du monde
- 2018-2019
  - 1er de la course aux points à Saint-Quentin-en-Yvelines

### Coupe des nations
- 2021
  - 1er de l'américaine à Hong Kong (avec Theo Reinhardt)
  - 2e du scratch à Hong Kong
  - 3e de la course par élimination à Hong Kong

### Ligue des champions
- 2022
  - 2e du scratch à Londres (I)

### Championnats d'Europe
| Édition / Épreuve    | Scratch | Omnium |
| Aigle 2018 (espoirs) |         | Argent |
| Gand 2019 (espoirs)  | Or      | Bronze |
| Munich 2022          | Argent  | 9e     |

### Championnats d'Allemagne
- 2015
  -  Champion d'Allemagne de l'américaine juniors (avec Moritz Augenstein)
  - 2e de la poursuite par équipes juniors
  - 3e de la course au points juniors
- 2018
  - 2e de l'américaine
  - 3e de la course aux points
- 2019
  - 2e du scratch
- 2023
  -  Champion d'Allemagne de l'américaine (avec Moritz Augenstein)
  -  Champion d'Allemagne de course par élimination
- 2024
  -  Champion d'Allemagne de l'américaine (avec Moritz Augenstein)